# Claude Geffré
Claude Geffré, né le 23 janvier 1926 à Niort et mort le 9 février 2017 à Paris, est un théologien dominicain français.

## Biographie
Il a fait ses études de philosophie et de théologie aux Facultés dominicaines du Saulchoir. Il est détenteur d'un doctorat en théologie de l'Angelicum (Rome, 1957). Sa thèse avait pour titre : Le Péché comme injustice et manquement à l'amour.
Il a été, tour à tour, professeur de théologie dogmatique (1957-1968) et recteur des Facultés dominicaines du Saulchoir (1965-1968), professeur de théologie fondamentale à l'UER (Unité d'Enseignement et de Recherche) de théologie et de sciences religieuses de l'Institut catholique de Paris (1968-1988), directeur du Cycle des Études de Doctorat en théologie (1973-1984), professeur d'herméneutique et de théologie des religions (1988-1996) à l'Institut catholique de Paris.
En 1996 il devient directeur de l'École biblique et archéologique française de Jérusalem et fait un mandat de trois ans. Depuis 1972, il a été aussi professeur invité dans plusieurs facultés de théologie : Bruxelles, Sherbrooke, Fribourg, Québec, Atlanta, Kinshasa, Ottawa et Yaoundé.(Cf. R. Kazadi Kamba, L’herméneutique de la Révélation comme exigence de sa propre crédibilité chez Rene Latourelle et Claude Geffré, Rome, Pontificiae Universitatis Gregoriannae, 2003, p. 16).
Sur la scène théologique contemporaine, Claude Geffré est le promoteur d'une pratique herméneutique de la théologie, comme il l'explique dans son livre : Le christianisme au risque de l'interprétation, publié dans la collection « Cogitatio Fidei » qu'il a dirigée aux Éditions du Cerf de 1970 à 2004. Pour lui, «À chaque époque de son histoire, la théologie se donne pour tâche de rendre plus intelligible et plus parlant le langage déjà constitué de la Révélation » («Dogmatique ou herméneutique?» dans Le christianisme au risque de l'interprétation, Paris, Cerf (Cogitatio Fidei, 120) 1983, p. 67).
En effet, la fidélité au témoignage du Nouveau Testament exige autre chose qu'une répétition : une production nouvelle au service de la foi vivante. En 1985, un important article sur « La théologie des religions non-chrétiennes vingt ans après Vatican II » (Islamochristiana  n¤11) inaugure un nouvel axe de recherche qu'il poursuit inlassablement depuis, voulant interpréter le sens du pluralisme religieux.
À travers son œuvre, nombre de livres, d'articles, de conférences et d'interventions dans des instances qui débordent largement le cercle catholique, Claude Geffré cherche à « sortir la théologie chrétienne de son isolement culturel en surmontant, au nom de l’Évangile, les fausses ruptures entre la foi et la raison moderne ». (Cf. Gérard Reynal (dir.) Dictionnaire des théologiens et de la théologie chrétienne, Paris, Bayard, 1998, p.206).
En 2007, Claude Geffré devait recevoir un doctorat honoris causa de la faculté de Théologie de Kinshasa, Congo, pour l’ensemble de son œuvre. Mais la Congrégation romaine pour l’éducation catholique, après consultation de la Congrégation pour la doctrine de la foi, n'a pas donné le Nihil obstat et n'a fourni aucune explication pour ce refus. En 1996, Claude Geffré avait déjà reçu tardivement sa nomination comme directeur de l'École biblique et archéologique française de Jérusalem. À propos de son ouvrage, De Babel à Pentecôte, et de son rapport avec le Vatican, Geffré dit en 2007: « Je n’ai pas eu de réaction du Vatican à la publication de mon livre. Il n’est pas une nouveauté car j’ai déjà publié la substance de ce livre sous forme d’articles. Les autorités romaines auraient pu déjà réagir. J’ai même parfois été invité dans des instances romaines pour des congrès missionnaires, où j’ai parlé devant des cardinaux, et j’ai dit des choses assez proches du contenu de mon livre. Pour l’instant je n’ai pas de difficultés avec Rome ».
Dans son dernier ouvrage Le christianisme comme religion de l'Évangile, publié en 2012, Claude Geffré revient sur l'urgence d'une théologie du pluralisme religieux pour le XXIe siècle.
Il meurt le 9 février 2017 à Paris 13e.

## Décorations
- Chevalier de l'ordre national du Mérite (1990)
- Chevalier de la Légion d'honneur (31 décembre 1998)[4]

## Publications
Sa bibliographie complète figure dans Le Christianisme comme religion de l'Évangile (2012).
- Le christianisme comme religion de l'Évangile, Paris, Éditions du Cerf, 2012.
- De Babel à Pentecôte : essais de théologie interreligieuse, Paris, Éditions du Cerf, 2006.
- Avec ou sans Dieu ? : le philosophe et le théologien, Régis Debray, Claude Geffré et Éric Vinson, Paris, Bayard, 2006
- Croire et interpréter : Le tournant herméneutique de la théologie, Paris, Éditions du Cerf, 2001
- Profession théologien : quelle pensée chrétienne pour le XXIe siècle ? : entretiens avec Gwendoline Jarczyk, Paris, Albin Michel, 1999 (Cerf, 2014)
- Passion de l'homme, passion de Dieu, Paris, Éditions du Cerf, 1991
- Le christianisme au risque de l'interprétation, Paris, Éditions du Cerf, 1983 (1988)
- Un nouvel âge de la théologie, Paris, Éditions du Cerf, 1972 (1987)
- Un espace pour Dieu, Paris, Éditions du Cerf, 1970 (1980, 1996)

Articles de dictionnaires et d'encyclopédies
- « Dieu, L'affirmation de Dieu », dans Encyclopaedia universalis, vol. V, Paris, 1968
- « Monothéisme », dans Encyclopaedia universalis, vol. XI, Paris, 1971
- « La théologie, science de la foi », dans Encyclopaedia universalis, vol. XV, Paris, 1973
- « Dogme chrétien », dans Paul Poupard (éd.), Dictionnaire des religions, Paris, PUF, 1984
- « Théologie chrétienne » dans Paul Poupard (éd.), Dictionnaire des religions, Paris, PUF, 1984
- « Sécularisation » dans Dictionnaire de spiritualité, t. XIV, Paris, Beauchesne, 1990
- « Religion et religions, 1.Théologie de la religion et du dialogue interreligieux » dans Catholicisme, t. XII, Paris, Letouzey et Ané, 1990
- « Nouvelle théologie » dans Evangelisches Kirchenlexikon, t. III, 3e édition, 1991
- « Révélation et révélations » dans Encyclopédie des religions, t. II, Paris, Bayard, 1997
- « Le dialogue entre les religions » dans Encyclopédie des religions, t. II, Paris, Bayard, 1997
- « La théologie comme science herméneutique » dans Encyclopédie philosophique universelle, vol. IV, Paris, PUF, 1997
- « Hiérarchie des vérités » dans Dictionnaire critique de théologie, Paris, PUF, 1998
- « Mort » dans Dictionnaire critique de théologie, Paris, PUF, 1998
- « Théologie naturelle » dans Dictionnaire critique de théologie, Paris, PUF, 1998
- « Vie éternelle » dans Dictionnaire critique de théologie, Paris, PUF, 1998
- « Ateismo » dans Temi teologici della Bibbia, Milan, Edizioni San Paolo, 2010
- « Mito » dans Temi teologici della Bibbia, Milan, Edizioni San Paolo, 2010
- « Dieu » dans André Vauchez, (dir.), Christianisme, Dictionnaire des temps, des lieux et des figures, Paris, Éd. du Seuil, 2010
- « Théologien » dans André Vauchez, (dir.), Christianisme, Dictionnaire des temps, des lieux et des figures, Paris, Éd. du Seuil, 2010

Ouvrages en collaboration
- « Les courants actuels de la recherche en théologie», dans Avenir de la théologie, Paris, Éditions du Cerf, 1968, p. 55-81.
- « Le problème théologique de l'objectivité de Dieu », dans Procès de l'objectivité de Dieu : les présupposés philosophiques de la crise de l'objectivité de Dieu, Paris, Éditions du Cerf (Cogitatio fidei, 41), 1969, p. 241-276.
- « La révélation hier et aujourd'hui. De l'Écriture à la prédication ou les actualisations de la Parole de Dieu », dans Révélation de Dieu et langage des hommes, Paris, Éditions du Cerf (Cogitatio fidei, 63), 1972, p. 95-121.
- « Esquisse d'une théologie de la révélation », dans La Révélation, Bruxelles, Publications des facultés universitaires Saint-Louis, 1977, p. 171-205.
- « Pluralité des théologies et unité de la foi » dans Initiation à la pratique de la théologie. tome I, Paris, Éditions du Cerf, 1982, p. 117-142.
- « Introduction » et « Table ronde animée par Claude Geffré », dans Théologie et choc des cultures, Paris, Éditions du Cerf (Cogitatio Fidei, 121), 1984, p. 7-13 et 177-190.
- « La question de la vérité dans la théologie contemporaine », dans La Théologie à l'épreuve de la vérité.Travaux du CÉRIT dirigés par Marc Michel, Paris, Éditions du Cerf (Cogitatio Fidei, 126), 1984, p. 281-291.
- « La théologie comme science », introduction et notes de la Question 1 de Thomas d'Aquin, Somme théologique, nouvelle traduction française, tome I, Paris, Éditions du Cerf, 1984, p. 145-164.
- « Thomas d'Aquin ou la christianisation de l'hellénisme » dans L'Être et Dieu, Paris, Éditions du Cerf (Cogitatio Fidei, 138), 1986, p. 23-42.
- « L'herméneutique chrétienne», dans L'État des religions, Paris, La Découverte / Éditions du Cerf, 1987, p. 449-456.
- « Le nouveau paradigme d'une théologie chrétienne post-moderne» dans L'Europe au sortir de la modernité, Paris-Strasbourg, Éditions du Cerf-CÉRIT, 1988, p. 129-141.
- « Liminaire et introduction», dans L'hommage différé au père Chenu, Paris, Éditions du Cerf, 1990, p. I-III, V-XI.
- Introduction et « Le non-lieu de la théologie chez Michel de Certeau », dans Cl. Geffré (dir.), Michel de Certeau, ou la différence chrétienne, Paris, Éditions du Cerf (Cogitatio Fidei, 165), 1991, p. 7-13 et 159-180.

### Préfaces
- Préface à Léonard Santedi Kinkupu, Dogme et incultaration en Afrique, Editions Karthala, 2003[5].
- Préface à Michel Despland, La religion en Occident : évolution des idées et du vécu, Éditions du Cerf, 1980
- Préface à É. Poulat et al., La liberté religieuse dans le judaïsme, le christianisme et l'islam. Colloque international à l'Abbaye de Sénanque, Paris, Cerf (Cogitatio Fidei, 110), 1981, p. 7-13.
- Préface à Gérard Leroy, Dieu est un droit de l'homme, Paris, Éditions du Cerf, 1988
- Introduction à Jean-Paul II, La mission du Christ Rédempteur, Paris, Éditions du Cerf, 1992
- Préface à Werner Jeanrond, Introduction à l'herméneutique théologique, Paris, Éditions du Cerf, 1995
- Préface à Jean-Claude Basset, Le dialogue interreligieux, Paris, Éditions du Cerf, 1996
- Préface à David Tracy, Pluralité et ambiguïté : herméneutique religion espérance, Paris, Éditions du Cerf, 1999
- Préface à Monique Aebischer-Crettol ,Vers un œcuménisme interreligieux, Paris, Éditions du Cerf, 2001.
- Préface à Gérard Leroy, Le salut au-delà des frontières, Paris, Éditions Salvator, 2002
- Préface à Wasim Salman, La Wirkungsgeschichte de Hans-Georg Gadamer dans la théologie de Claude Geffré, David Tracy et Wolfhart Pannenberg, Rome, Grégorienne, 2010.